# Liste des lignes de bus de Toulouse
Le réseau de bus de Toulouse dessert la ville et la majeure partie de l'agglomération toulousaine, ainsi que certaines communes plus excentrées. Au total, 153 lignes de bus sillonnent l'agglomération toulousaine, permettant aux voyageurs de bénéficier du maillage du réseau des transports en commun de Toulouse. Ces lignes complètent le métro, le tramway, le téléphérique et le réseau ferroviaire de Toulouse.
Le réseau de bus compte :
- 52 lignes gérées par Tisséo : 48 lignes régulières (dont 11 Linéo et 1 navettes), 2 navettes occasionnelles et 2 lignes scolaires.
- 101 lignes sous-traités : 70 lignes régulières (dont 3 navettes), 3 TAD (transport à la demande) et 28 lignes scolaires.

Parmi les lignes de bus, 15 sont certifiées NF 286 « Service de Transport Urbain de Voyageurs ».

## Historique
Le 12 avril 1863 est mis en service les premières lignes d'omnibus (bus à traction animale) de la ville de Toulouse. Le réseau est composé de trois lignes :
- Ligne 1 : Saint-Cyprien - Capitole - Gare Matabiau
- Ligne 2 : Saint-Michel - Capitole - Gare Matabiau
- Ligne 3 : Casernes - Minimes - Boulevards - Gare Matabiau

En 1888, la ville dispose de huit lignes d'omnibus au départ du Capitole et à destination de la ville (Saint-Cyprien, Saint-Michel, la Gare Matabiau, les Minimes, le Grand Rond, la Halle aux Grains, Bonnefoy, les Amidonniers et Saint-Pierre) et de huit lignes de banlieue (Cugnaux, Saint-Simon, Blagnac, Croix Daurade, Lalande, Aucamville, Castelginest, Lardenne, Lafourguette).
En 1935, un projet du conseil général vise à réglementer et réformer les réseaux d'autobus, et leurs concessions, alors composés des TED pour les déplacements ruraux et la STCRT (Société de la TCRT, Transports en Commun de la Région Toulousaine) pour les déplacements urbains et régionaux. La société STRCT envisage alors le développement du réseau de bus suburbain (département) pour rabattre les voyageurs sur le réseau de tramway urbains (il s'agit alors de la seule commune de Toulouse):
Parmi les lignes concernées se trouvent :
- la ligne de Braqueville (du même nom que Centre hospitalier Gérard-Marchant), cité industrielle de AZF ou l'ONIA
- ligne de Castanet : gare Bayard à gare Saint-Agne où se trouve la rupture de la Compagnie du Midi, et gare Saint-Agne Castanet

Dans les années 1990, les transports en commun toulousains ont transporté 70 millions de passagers (1988-1990).
Avant la mise en service de la ligne B du métro en 2007, les lignes les plus fréquentées du réseau étaient:
- la ligne 10 (États-Unis – Fondeyre — Lespinet – Struxiano) avec environ 21 000 validations par jour ouvrable de base (JOB),
- la ligne 38 (Amouroux — Empalot) avec environ 18 000 validations par JOB,
- la ligne 2 (Cours-Dillon — Rangueil – Université ou CHR-Rangueil) avec environ 17 000 validations par JOB,
- la ligne 16 (Stade-Ernest-Wallon ou Sept-Deniers — Cité-de-l'Hers) avec environ 15 000 validations par JOB,
- la ligne 22 (Marengo – SNCF — Gonin) avec environ 12 000 validations par JOB,
- la ligne 24 (Leclerc — Rangueil – Cité universitaire) avec environ 12 000 validations par JOB.

En septembre 2011, le réseau de bus de la ville représente environ 20 à 30% du trafic de voyageurs total des réseaux de transports publics. Il s’articule principalement autour de sept lignes structurantes représentant environ 40% des déplacements sur le réseau de bus :
- La ligne 16 (devenue L1), mise à haut niveau de service en 2013 sous l’appellation «Linéo 16», avec 5 millions de voyageurs par an ;
- La ligne 38 (2,6 millions de voyageurs par an, devenue L9) ;
- La ligne 22 (2,2 millions, devenue L8) ;
- La ligne 12 (1,8 million, devenue L4) ;
- La ligne 64 (2,2 millions, devenue L2) ;
- La ligne 19 (1,9 million, destinée à devenir L12) ;
- La ligne 10 (2,3 millions, devenue L7)[8].

En 2018, le réseau de bus sans Linéo a enregistré 45,3 millions de validations, alors qu'il en avait enregistré 46,2 millions en 2017. Cette baisse, continue depuis plusieurs années, s'explique par l'ouverture de nombreuses lignes Linéo, faisant baisser la fréquentation du réseau de bus "classique". En comptant les Linéo, en 2018, c'est 62,3 millions de voyageurs qui ont emprunté les lignes de bus, soit 9 millions de plus qu'en 2014.

## Évolution

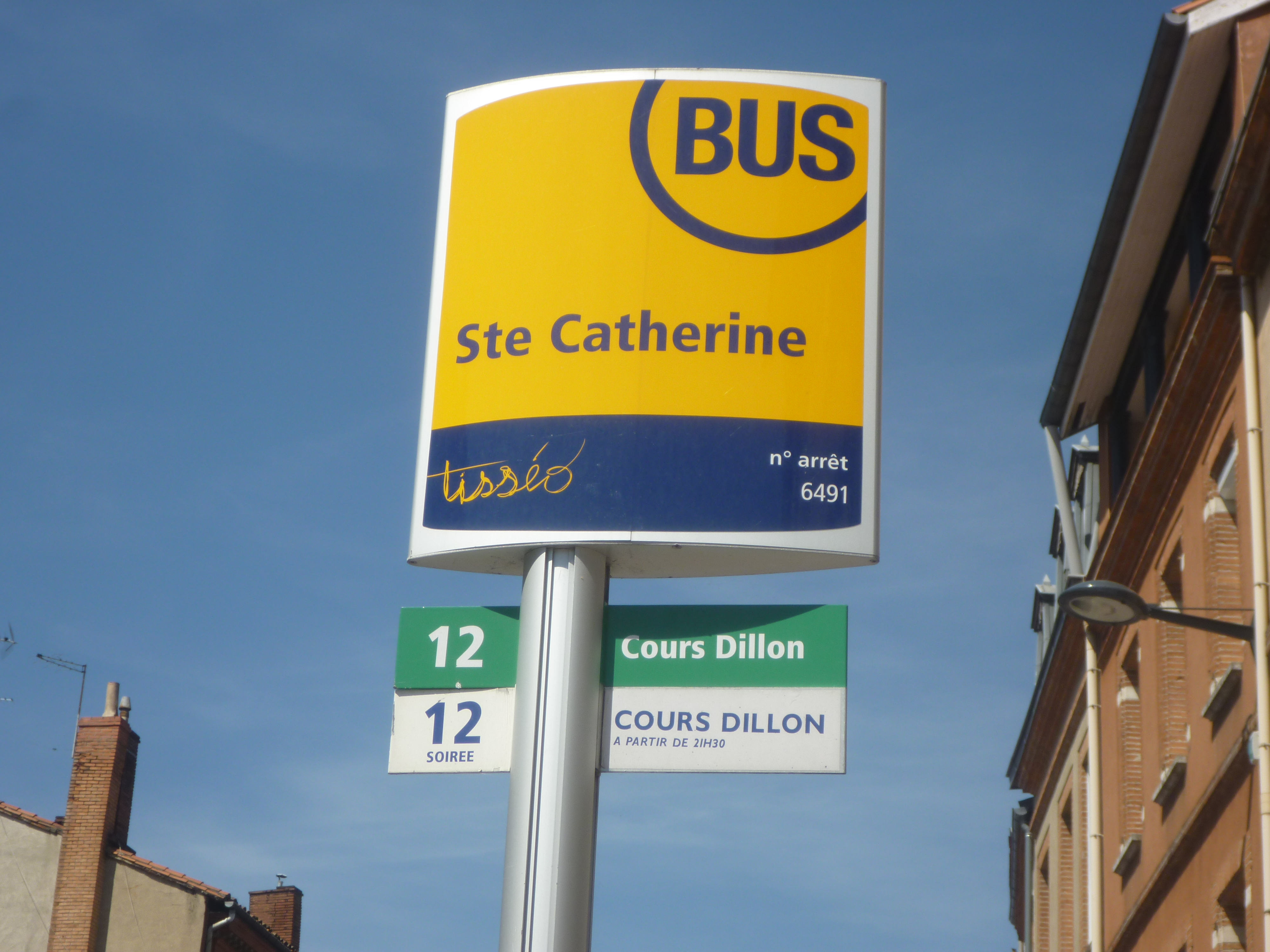
Poteau d'arrêt à Toulouse avec le nouveau totem (tête de panneau) et les anciennes ailettes blanches, qui représentaient le réseau de soirée.

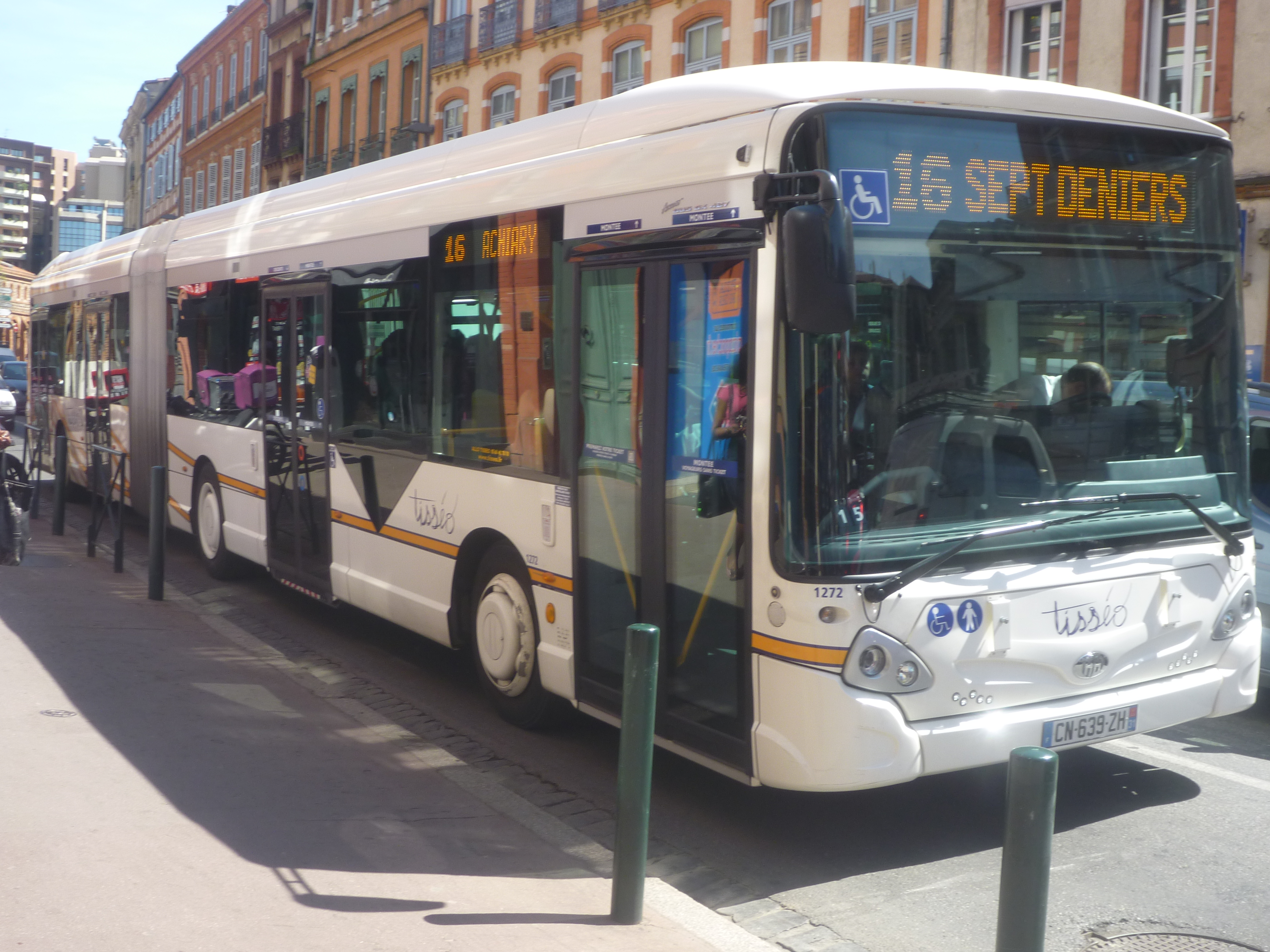
Heuliez Bus GX 427 sur l'ancienne ligne 16, avec l'ancienne livrée Linéo.

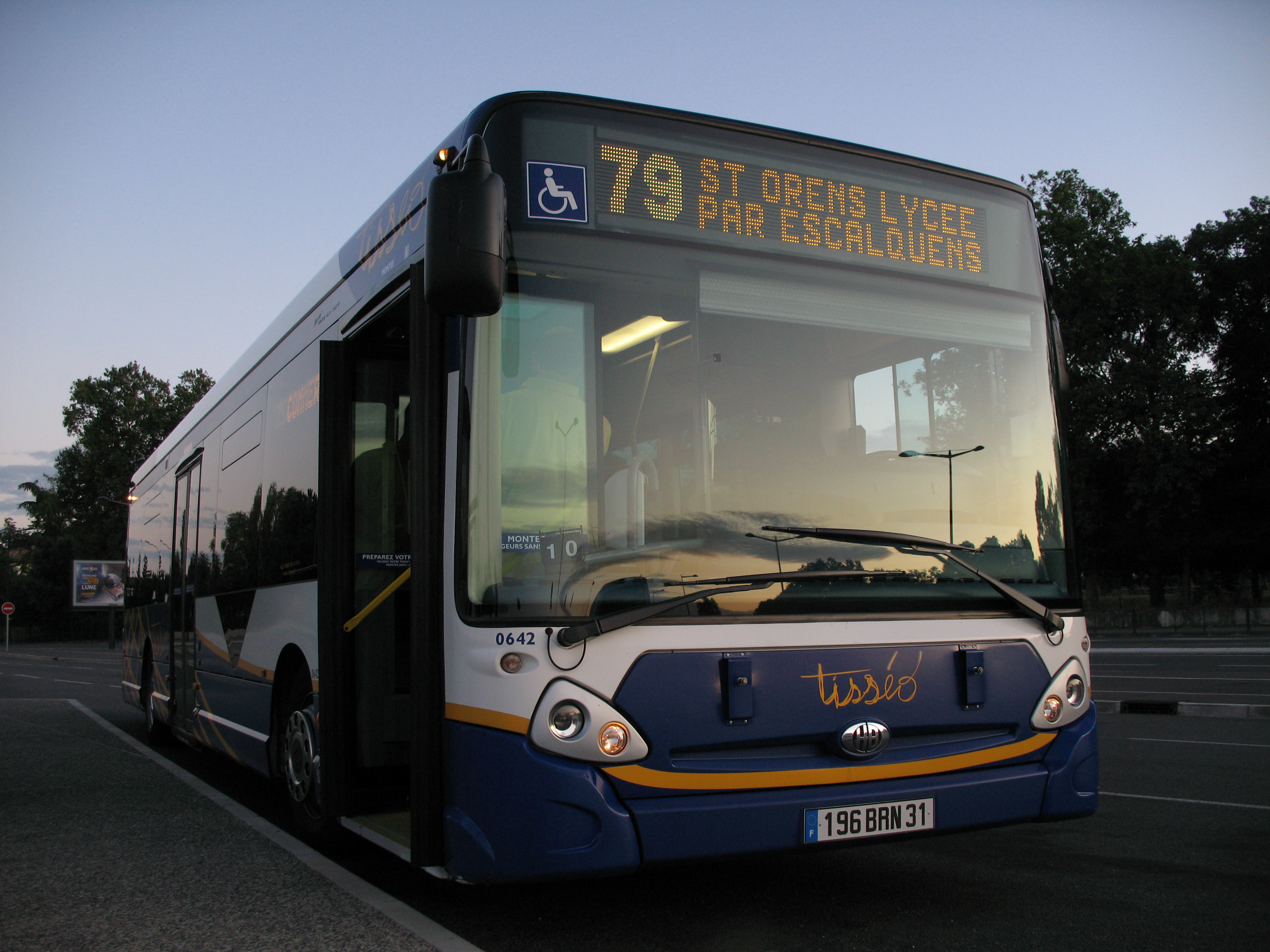
Heuliez Bus GX 327 sur la ligne 79, au terminus Paul Sabatier.

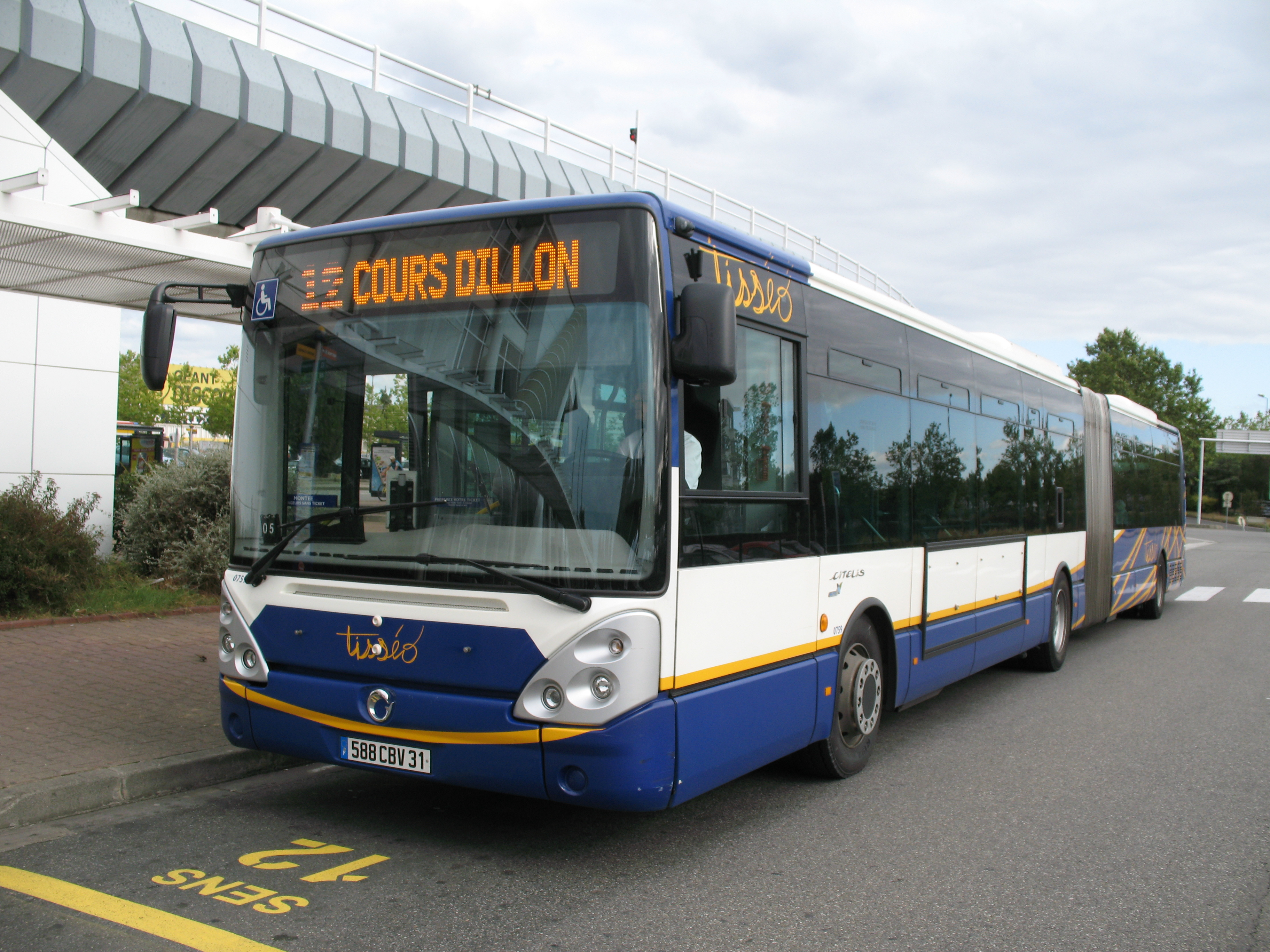
Irisbus Citélis 18 sur l'ancienne ligne 12, au terminus Basso Cambo.

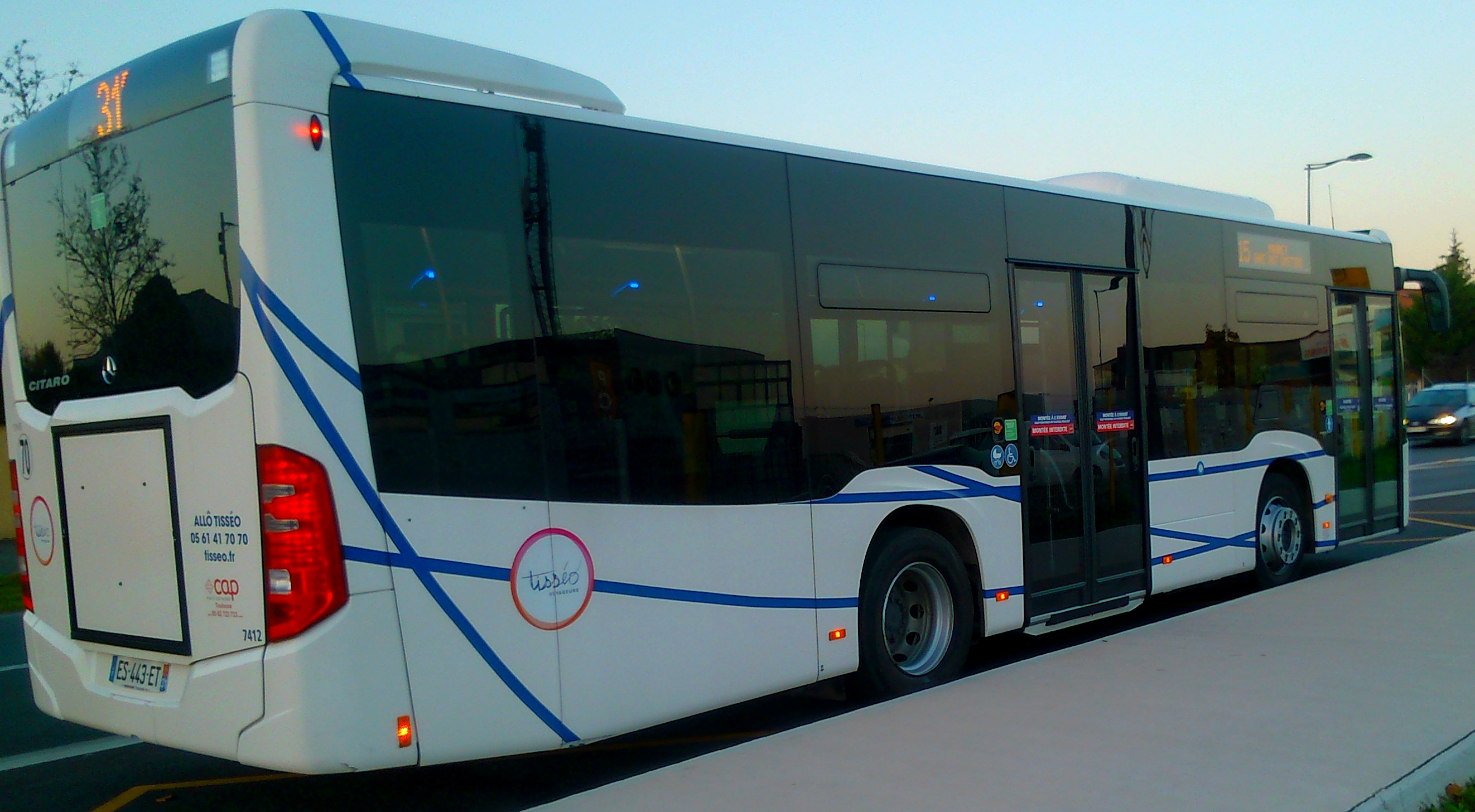
Mercedes Citaro K, avec la nouvelle livrée Tisséo simplifiée pour les lignes affrétées, sur la ligne 315 au terminus Saint-Lys ZA du Boutet.

Le réseau de bus a été réorganisé au fil des années en fonction des modifications apportées aux lignes structurantes.

### Avec le métro
- En 1993, avec la mise en service de la ligne A (Basso Cambo - Jolimont).
- En 2003, avec l'ouverture du prolongement de la ligne A (de Jolimont jusqu'à Balma Gramont).
- En 2007, avec la mise en service de la ligne B (Borderouge - Ramonville).

### Avec le tramway
- En 2010, avec la mise en service de la ligne T1 (Arènes - Aéroconstellation).
- En 2013, avec l'ouverture du prolongement de la ligne T1 (de Arènes jusqu'à Palais de Justice).
- En 2015, avec la mise en service de la ligne T2 (Palais de Justice - Aéroport).
- En 2020, avec l'ouverture du prolongement de la ligne T1 (de Aéroconstellation jusqu'à MEETT).

### Avec les Linéo (BHNS)
L'arrivée des lignes Linéo, de 2016 à 2019, a impliqué des modifications locales, pour les lignes de bus en correspondance avec celles-ci.
Le projet Linéo de base visait à développer 10 lignes de bus à haut niveau de service, sous l’appellation commerciale Linéo. Depuis septembre 2024, 11 lignes sont en service : L1L2L3L4L5L6L8L9L10L11L14.

### Avec le réseau bus du Muretain
En 2018, le Muretain Agglo entre dans le périmètre des transports urbains de Tisséo, reprenant en partie le réseau TAMtam en impliquant sa disparition. Les lignes 301 à 306, 310 à 317 et 320 sont alors créées.

## Fonctionnement

### Arrêts et terminus principaux
Les lignes de bus sont organisées globalement en étoile, malgré la présence de plusieurs boulevards encerclant la ville à différentes distances du centre-ville, dont un boulevard périphérique autoroutier complet.
Les principaux centres de ces réseaux en étoile, classés par nombre de lignes, sont notamment les gares d'échanges de :
- Muret Gare SNCF (17 lignes) : 58117301302303304305306310311312313314315316317318 ;
- Basso Cambo (15 lignes) : L4L11L14 1821254648495053588587117 ;
- Jeanne d’Arc (12 lignes) : L1L14 152329394570AéroportVilleCimetières[[|Bonnefoy]] ;
- Balma - Gramont (10 lignes) : 205168728384101102103106 ;
- Borderouge (10 lignes) : 1926333640414273114126 ;
- Colomiers Gare SNCF (10 lignes) : L2 2125325575150151 170, 171 ;
- Portet Gare SNCF (8 lignes) : L5 4985311316317320321 ;
- Université Paul Sabatier (8 lignes) : 34445456788182115 ;
- Ramonville (7 lignes) : L6 273779111112 119 ;
- Arènes (6 lignes) : L2L3L14 183467 ;
- Aéroconstellation (6 lignes) : 307071130 170, 171.

### Horaires de passage
Les horaires de passage des bus des différentes lignes sont très variables. Pour les lignes à fort trafic, situées plutôt à l'intérieur de Toulouse, les passages sont réguliers : "toutes les x minutes", on parle de «ligne à fréquence» (de 5 à 15 minutes).
Tisséo avait ainsi baptisé lignes «Tempo» (appellation désormais obsolète) les lignes dont les fréquences sont régulières : 10 minutes en heures de pointe en semaine, toutes les 15 minutes en heures creuses la semaine, le samedi et pendant les vacances scolaires et toutes les 30 minutes en soirée et le dimanche. Système mis en place en 2008, ces lignes sont actuellement au nombre de sept : 18, 19, 23, 27, 34, 44, 78 et 79. Les lignes 27 et 34 ont la particularités de ne pas fonctionner en soirée.
Au contraire, pour les lignes desservant des communes en périphérie, il peut n'y avoir qu'une quinzaine de dessertes par jour voire moins, on parle alors de «ligne à horaire».
En 2013 est née la première ligne de Bus à Haut Niveau de Service (BHNS) de Toulouse. Baptisées lignes «Linéo», elles sont aujourd'hui au nombre de 11 (15 d'ici 2030). Les Linéo possèdent des fréquences de moins de 10 minutes en heures de pointe, environ 15 minutes en heures creuses la semaine, le samedi et les vacances scolaires ainsi que toutes les 20 minutes environ le dimanche.
Vers 19 heures, le trafic des bus est fortement réduit sur l'ensemble des lignes. À partir de 21 heures, seules 19 lignes de soirée fonctionnent jusqu’à 0h30 en semaine et 1h les jeudis, les vendredis et samedis : les lignes Linéo L1 à L6 ainsi que L8 à L11 et L14, Navette ✈️, Bus 18, 19, 39, 44, 78, 79, 106, TAD 119 et 171

### Matériel roulant
Les modèles, années, quantités et caractéristiques des bus urbains circulant à Toulouse (Tisséo et sous-traitance de Tisséo) sont référencés ci-dessous. Pour un complément d'information  concernant la numérotation et la livrée des véhicules, vous pouvez consulter le paragraphe "matériel roulant" de la page affiliée ici :

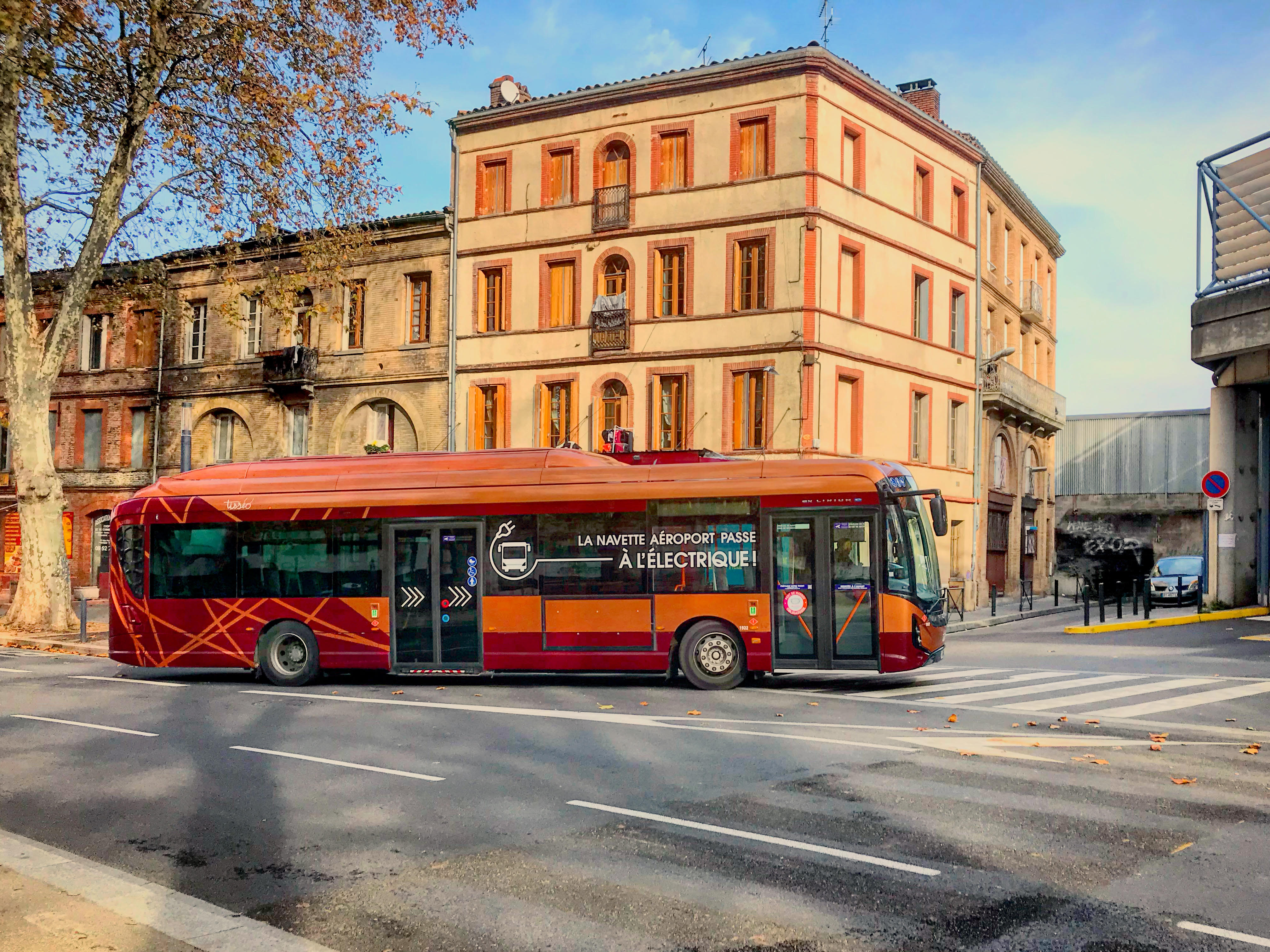
Heuliez GX 337 Linium Elec', avec la nouvelle livrée "Cuivre", sur la Navette Aéroport, arrivant a son terminus Gare Routière

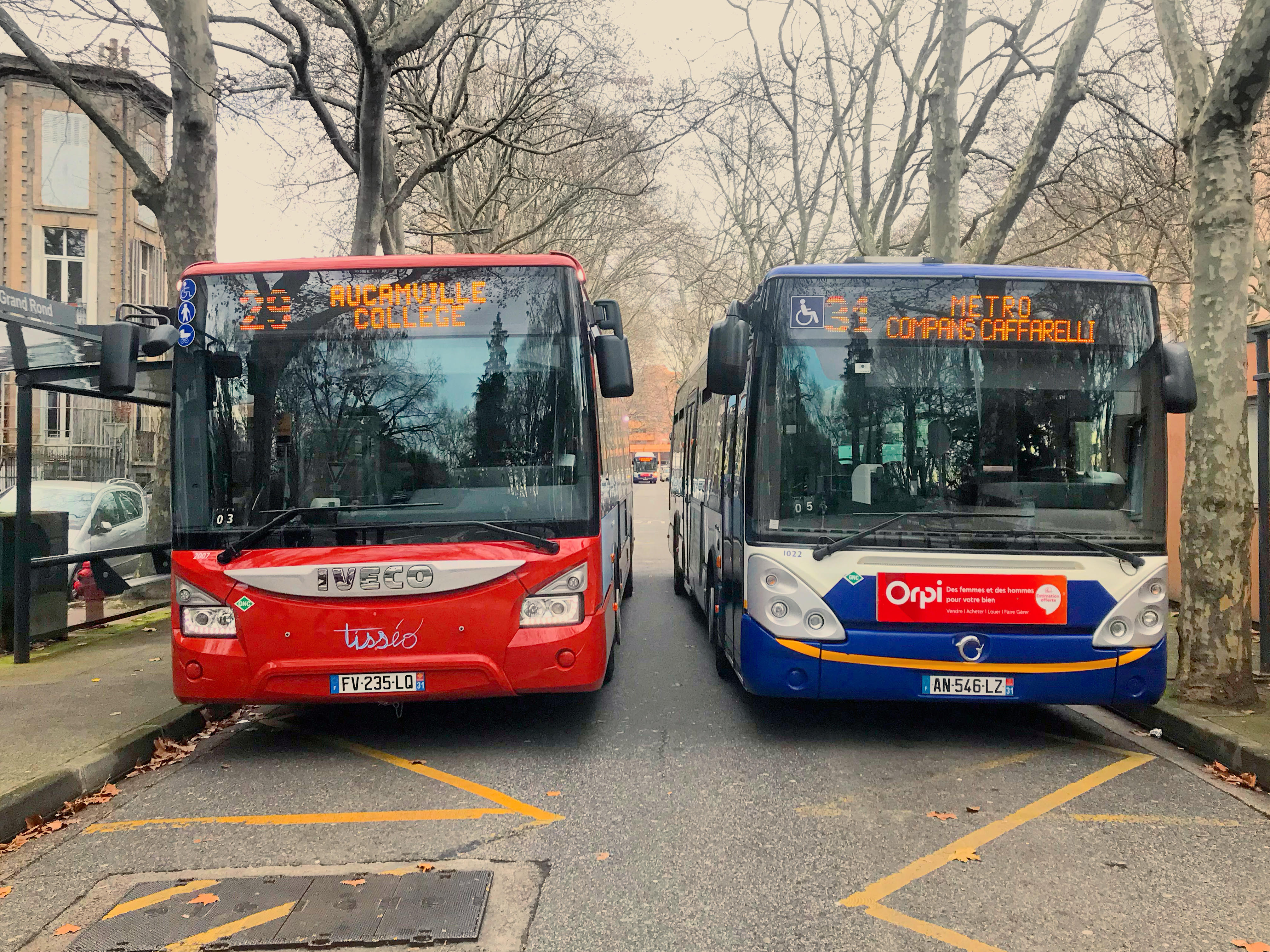
Un Iveco Urbanway 12 GNC (de 2020) sur la ligne 29 et un Irisbus Citelis 12 GNC (de 2010) sur la ligne 31, au terminus Grand Rond

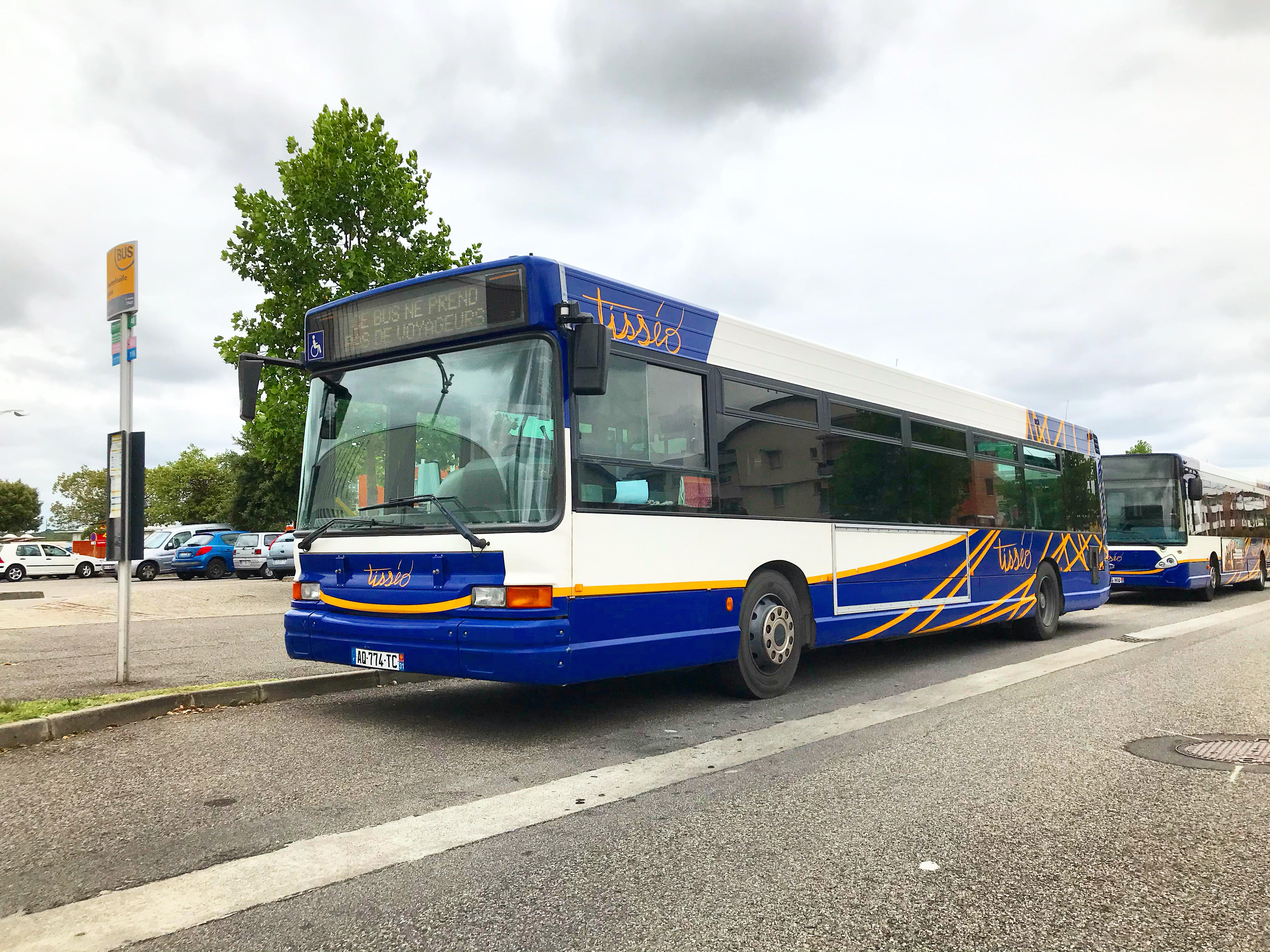
Heuliez GX 317 (ex-Tisséo, appartenant au sous-traitant Négoti) sur la ligne 116 au terminus Tournefeuille Lycée

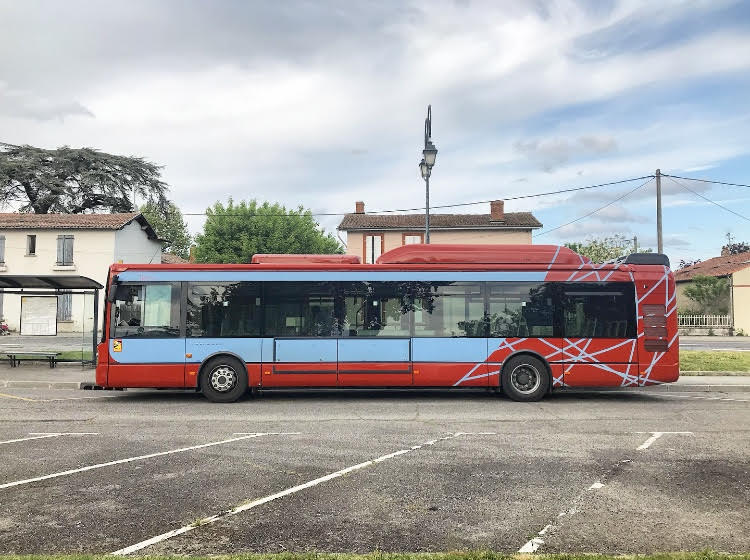
Iveco Urbanway 12 GNC doté de la nouvelle livrée "Brique & Pastel"

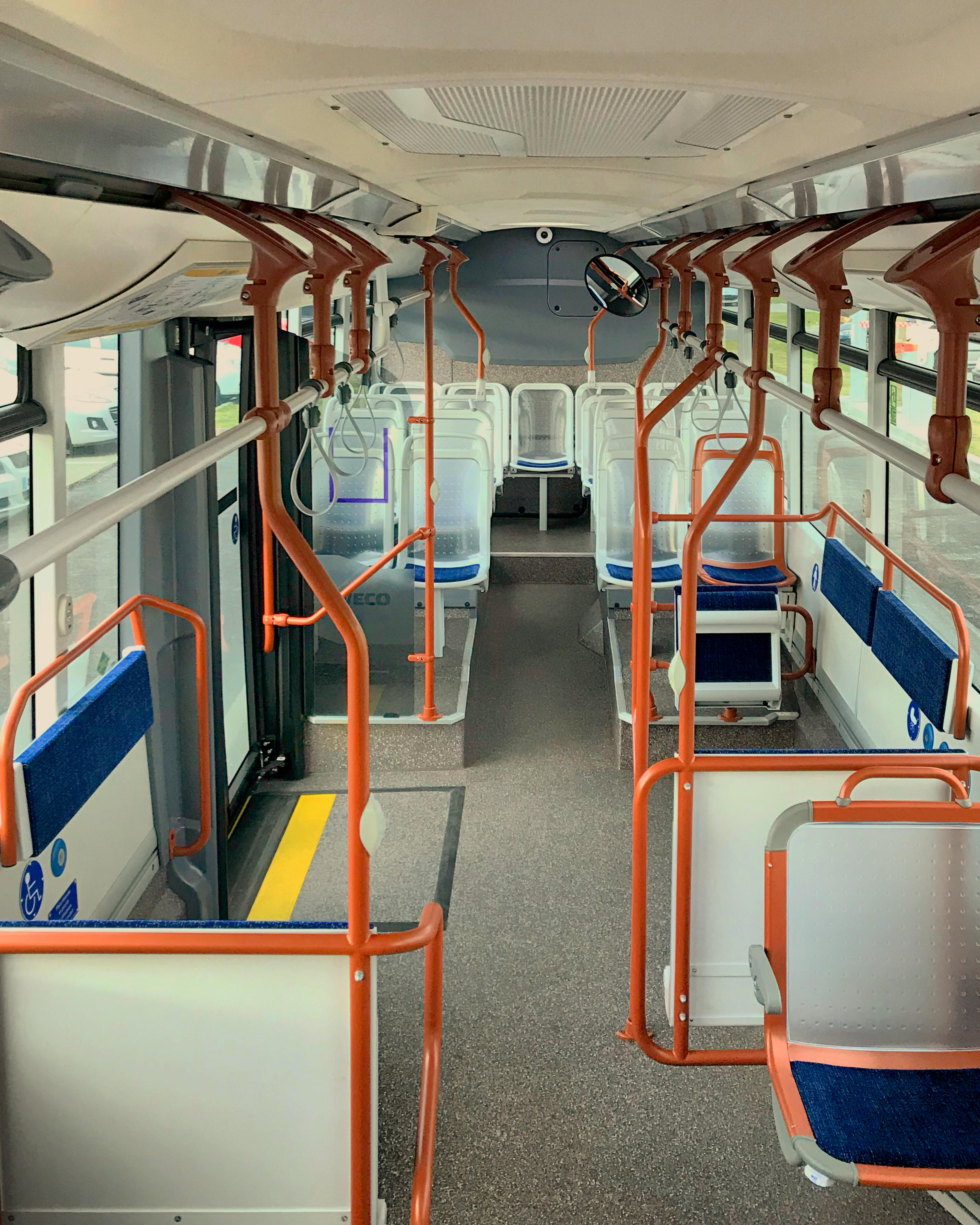
L'intérieur des Iveco Urbanway 12 GNC de 2020

#### Actuel
- 2006 : 60 Heuliez Bus GX 327, dont certains ont été transférés aux sous-traitants (Négoti, Transdev), 15 réformés en octobre 2021 et le reste en janvier 2025 (0650 conservée par l'ASPTUIT)
- 2007 :
  - 26 Heuliez Bus GX 327, dont certains ont été transférés aux sous-traitants (Alcis, Négoti, Transdev et Verbus), et certains réformés.
  - 15 Irisbus Citelis 18, dont certains réformés.
- 2008 : 15 Irisbus Citelis 18, dont trois réformés (numéros 0852, 0854, 0860).
- 2009 :
  - 40 Irisbus Citelis 12 GNC, dont deux ayant brûlés (numéros 0910 et 0929), certaines ont été transférés aux sous-traitants (Alcis, Négoti, Transdev), et certaines réformées.
  - 28 Irisbus Citelis 18, dont un réformé (numéro 0969) et un ayant brûlé (numéro 0974).
- 2010 : 40 Irisbus Citelis 12 GNC.
- 2011 : 40 Irisbus Citelis 12 GNC, dont huit transférés aux sous-traitants de Tisséo (Transdev Occitanie Ouest, Alcis Groupe).
- 2012 : 24 Heuliez Bus GX 427 BHNS.
- 2013 : 15 Heuliez Bus GX 427 BHNS.
- 2014 :
  - 20 Heuliez Bus GX 137 L, dont 15 transférés aux sous-traitants de Tisséo (Transdev Occitanie Ouest, Alcis Groupe, Négoti, Verbus).
  - 20 Heuliez Bus GX 427 BHNS.
  - 10 BredaMenarinibus Zeus M200 E destinés à la Navette Centre-Ville, dont certains transférés au sous-traitant Transdev Occitanie Ouest et trois réformés.
- 2016 : 25 Heuliez Bus GX 437 Hybride BHNS.
- 2017 : 27 Mercedes Benz Citaro GC2 NGT.
- 2018 : 21 Mercedes Benz Citaro GC2 NGT.
- 2019 :
  - 17 Mercedes Benz Citaro GC2 NGT.
  - 16 Iveco Urbanway 12 GNC.
  - 6 Heuliez Bus GX 337 Linium Elec' destinés à la Navette Aéroport.
- 2020 : 45 Iveco Urbanway 12 GNC.
- 2021 :
  - 34 Iveco Urbanway 12 GNC.
  - 29 Mercedes Benz Citaro GC2 NGT.
- 2022 :
  - 32 Iveco Urbanway 12 GNC.
  - 33 Mercedes Benz Citaro GC2 NGT.
- 2023 :
  - 29 Iveco Urbanway 12 GNC.
  - 2 Heuliez Bus GX 337 Linium Elec' destinés à la Navette Aéroport.

Le matériel roulant des sous-traitants de Tisséo (Transdev Occitanie Ouest, Alcis Groupe, Négoti, Verbus) sont des véhicules appartenant à ces entreprises, il est donc difficile à calculer. Or nous savons qu'ils possèdent des :
- Heuliez Bus GX 327 ex-Tisséo ou non
- Heuliez Bus GX 127
- Heuliez Bus GX 137
- Heuliez Bus GX 137 L ex-Tisséo
- Iveco Urbanway 12 GNC
- Iveco Urbanway 10 GNC
- Iveco Daily City Access GNC
- Man Lion's City 12 G
- Scania Citywide LF II GNV
- Mercedes Benz Citaro C1
- Mercedes Benz Citaro K C2
- Mercedes Benz Sprinter City
- Irisbus Citelis 12
- Irisbus Citelis 12 GNV ex-Tisseo
- Nissan NV 400 Dietrich Noventis
- BredaMenarinibus Zeus M200 E ex-Tisséo
- Isuzu Citibus
- Isuzu Novociti Life

Des cars sont également utilisés par les sous-traitants pour les services scolaires.

#### Futur
- 2025 :
  - 5 bus standards électriques.
  - 12 Iveco Urbanway 18 Mildhybrid GNC, dotés de la livrée Linéo.

### Infrastructures

#### Dépôts

##### De Tisséo
Tisséo utilise actuellement 3 dépôts de bus :
- Atlanta, situé au Nord-Est de la ville et exploitant 19 lignes : L9L1015192029363739596068727376798384Stade Ernest-Wallon. Il s'agit du plus vieux dépôt des trois (sans compter la rénovation de Langlade), souvent qualifié de "dépôt le plus familial" par le personnel y travaillant. Il mesure environ 4 hectares de surface, et possède une capacité d'extension de 1 hectare.
- Langlade, situé au Sud-Ouest de la ville et exploitant 19 lignes : L4L5L6L8L9L11L14 132327344454565866788185Stadium. Situé juste en face, ce dépôt fut entièrement sinistré par l'explosion de l'usine AZF le 21 septembre 2001. Il a ensuite été reconstruit entièrement à neuf. Il s'agit du plus grand dépôt des trois, mesurant près de 11 hectares de surface.
- Colomiers (Ramassiers), situé à l'Ouest de la ville et exploitant 12 lignes : L1L2L31821454863677087Aéroport. Il s'agit du dépôt le plus récent, ouvert en 2015. Il mesure environ 5,5 hectares de surface, avec une capacité d'extension de 3 hectares.

Ces trois dépôts sont aptes à recevoir des véhicules roulant au Gaz Naturel, effectuer de lourdes opérations de maintenance et ont une capacité de parcage d'environ 200 à 300 bus chacun.

##### Des sous-traitants
Les entreprises sous-traitantes de Tisséo utilisent actuellement 7 dépôts de bus (certains sont de simples parkings ou terrains vagues) :
- Alcis - Colomiers, situé à l'Ouest de l'agglomération et exploitant 6 lignes : 317475401 170, 171.
- Alcis - Flourens, situé à l'Est de l'agglomération et exploitant 11 lignes : 40424351101102103104106107Cimetières.
- Alcis - Ramonville, situé au Sud-Est de l'agglomération et exploitant 11 lignes : 8082109111112115201202204205119.
- Négoti EPTR Mobilités - Plaisance, situé à l'Ouest de l'agglomération et exploitant 13 lignes : 25314649505355116117121152402403.
- Transdev Occitanie Ouest - Muret, situé au Sud-Ouest de l'agglomération et exploitant 17 lignes : 301302303304305306310311312313314315316317318320321.
- Transdev Occitanie Ouest - Toulouse Ponts Jumeaux, situé au Nord du Centre Ville et exploitant 13 lignes : 2633354169110113114126131132169Ville Navette Bonnefoy.
- Verbus - Colomiers (En Jacca), situé à l'Ouest de l'agglomération et exploitant 6 lignes : 303271130150151.

#### Voies de Bus en Site Propre (BSP ou TCSP)
Le réseau compte 6 infrastructures de Bus en Site Propre :
- Le BSP Secteur Est (lignes L1, 72, 83, 84, 104, 106 et 107) qui relie la station Balma Gramont (en correspondance avec la ligne A du métro) et l'arrêt Fonsegrives Centre (à Quint-Fonsegrives), avec 11 stations intermédiaires (Carènes, Arènes Al Pechiou, Aérostiers, Saliège, Lagarde, Aérodrome, Sainte Anne, Nollet, Balma Ribaute, Montels et Pyrénées) sur une distance totale de 6,5 km[12].
- Le BSP D813 (lignes L6, 81 et TAD 119) qui relie la station Ramonville (en correspondance avec la ligne B du métro) et l'arrêt Peupliers (à Castanet Tolosan), avec 6 stations intermédiaires (Collège André Malraux, 8 Mai 1945, Ramonville Sud, Complexe Agricole, Moulin Armand et Grand Chemin) sur une distance totale de 4 km[13].
- La LMSE (Liaison Multimodale Sud-Est) (27, 37, 78 et 80) qui relie la station Ramonville (en correspondance avec la ligne B du métro) et l'arrêt Malepère (à Montaudran), avec 9 stations intermédiaires (Naturopole, Sports Universitaires, Giordano Bruno, LAAS, ENAC, CNES-IAS, Clément Ader, Cosmonautes et Saint Louis du Sénégal) sur une distance totale de 5 km.
- La VCSM (Voie du Canal Saint Martory) (lignes L11, 18, 21, 25, 48, 53, 58, 87) qui relie la station Basso Cambo (en correspondance avec la ligne A du métro) et l'arrêt Bachecame Petit-Jean (à Cugnaux), avec 7 stations intermédiaires (Mesplé, Mounède, De Croute, Guilhermy, La Ramée, Grillou, Tucaut et Bourdettes) sur une distance totale de 5,6 km[14].
- L'Axe Bus Tolosane (lignes 56, 81, 82, 112 et TAD 119) qui relie la station Université Paul-Sabatier (en correspondance avec la ligne B du métro) et l'arrêt Ramonville Sud (en connexion avec le BSP D813), avec 8 stations intermédiaires (Clotasses, Parc Saint Agne, Lapeyrade, Poste de Ramonville, Mairie Ramonville, Pastourelles, Deux Ormeaux et Chaumière) sur une distance totale de 3 km.
- Le BUN (Boulevard Urbain Nord) (lignes 33 et 42) qui relie la station Borderouge (en correspondance avec la ligne B du métro) et l'arrêt Furet (au Grand Selve), avec 2 stations intermédiaires (Edmond Rostand et Toqueville) sur une distance totale de 1,7 km. La fin des travaux de la 1re phase s'est terminée en 2016. Si le projet est mené à son terme (il est aujourd'hui arrêté) le BUN ira jusqu'à la ville de Bruguières, afin d'accueillir Linéo 13.

#### Parkings Relais
Le réseau de bus dispose de neuf parking relais accessibles gratuitement si le voyageur dispose d’un titre de transport :
- le parc relais de Balma Ribaute avec 55 places, connecté aux lignes : L1 8384104106 ;
- le parc relais de Castanet-Tolosan avec 100 places, connecté aux lignes : L6 81109202205 ;
- le parc relais de Saint-Alban Centre Commercial avec 47 places, connecté aux lignes : L10 60113 ;
- le parc relais de Sept Deniers - Salvador Dali avec 550 places, connecté aux lignes : L1 132 ;
- le parc relais de Tucaut avec 85 places, connecté aux lignes : L11 48 ;
- le parc relais de Frouzins Complexe Sportif avec 50 places, connecté aux lignes : L11 87 ;
- le parc relais de L'Union Grande Halle avec 130 places, connecté aux lignes : L9 404243 ;
- le parc relais Moulin Armand avec 59 places, connecté aux lignes : L6 81 ;
- le parc relais de Plaisance Monestié avec 50 places, connecté aux lignes : L3 5567116.

## Le réseau

### Actuel

#### Lignes Linéo 1 à 14
Pour la liste des lignes Linéo, voir l'article Linéo de Toulouse.

#### Lignes de bus de 13 à 87
Pour la liste des lignes Tisséo entre 13 et 87, voir l'article Lignes de bus Tisséo de 13 à 87.

#### Lignes 101 à 403
Pour la liste des lignes Tisséo entre 101 et 403, voir l'article Lignes de bus Tisséo de 101 à 403.

#### Navettes thématiques
Les Navettes Thématiques Tisséo constituent une série d'actuellement 7 lignes que le réseau de transports en commun Tisséo exploite à Toulouse et dans son agglomération. Parmi ces lignes, 4 sont exploitées directement par les trois dépôts de Tisséo, 3 sont affrétés auprès de deux des quatre entreprises de sous-traitance du réseau Tisséo, et une seule fait l'objet d'une double gestion Tisséo et sous-traitance.
| Ligne     | Caractéristiques | Caractéristiques            | Caractéristiques            | Caractéristiques                            | Caractéristiques                                                               | Caractéristiques                              | Caractéristiques                         | Caractéristiques            | Caractéristiques                    |
| 24 Aéro   | Navette Aéroport | Navette Aéroport            | Navette Aéroport            | Navette Aéroport                            | Navette Aéroport                                                               | Navette Aéroport                              | Navette Aéroport                         | Navette Aéroport            | Navette Aéroport                    |
| 24 Aéro   | Gare Routière ⥋ Aéroport | Gare Routière ⥋ Aéroport    | Gare Routière ⥋ Aéroport    | Gare Routière ⥋ Aéroport                    | Gare Routière ⥋ Aéroport                                                       | Gare Routière ⥋ Aéroport                      | Gare Routière ⥋ Aéroport                 | Gare Routière ⥋ Aéroport    | Gare Routière ⥋ Aéroport            |
| --------- | --- | --------------------------- | --------------------------- | ------------------------------------------- | ------------------------------------------------------------------------------ | --------------------------------------------- | ---------------------------------------- | --------------------------- | ----------------------------------- |
| 24 Aéro   | Ouverture / Fermeture — / — | Longueur 10,3 km            | Durée 35 min                | Nb. d’arrêts 7                              | Matériel Heuliez Bus GX 337 Linium Elec' Heuliez Bus GX 327 Irisbus Citelis 18 | Jours de fonctionnement L, Ma, Me, J, V, S, D | Jour / Soir / Nuit / Fêtes O / O / O / O | Voy. / an 521 641 (2 023)   | Dépôt Colomiers                     |
| 24 Aéro   | Desserte : Toulouse, Blagnac - Stations et gare desservies : Gare Routière • Marengo – SNCF/Gare Matabiau • Jean-Jaurès • Jeanne-d'Arc • Compans-Caffarelli - Ville et lieux desservis : Blagnac (Aéroport de Toulouse-Blagnac) |                             |                             |                                             |                                                                                |                                               |                                          |                             |                                     |
| 24 Aéro   | Autre : - Amplitudes horaires : La ligne circule du lundi au dimanche de 5h05 à 0h35. - Arrêts non accessibles aux PMR : Tous les arrêts de cette ligne sont accessibles. - Particularités : - La ligne fait l'objet d'une tarification spéciale, 9€ l'aller simple. - La ligne est équipée de paiement par carte bancaire. - Depuis le 16 décembre 2019, la Navette Aéroport est exploitée avec 6 Heuliez Bus GX 337 Linium Elec' 100% électriques, dotés d'une livrée spécifique "Cuivre & Bordeaux". - Date de dernière mise à jour : 27 septembre 2023. |                             |                             |                                             |                                                                                |                                               |                                          |                             |                                     |
| 24 Aéro   | Dernière actualisation : — |                             |                             |                                             |                                                                                |                                               |                                          |                             |                                     |
| 28 Ville  | Navette Centre-Ville | Navette Centre-Ville        | Navette Centre-Ville        | Navette Centre-Ville                        | Navette Centre-Ville                                                           | Navette Centre-Ville                          | Navette Centre-Ville                     | Navette Centre-Ville        | Navette Centre-Ville                |
| 28 Ville  | (Circulaire) Saint-Cyprien – République ⥋ Saint-Cyprien – République par desserte du centre-ville de Toulouse |                             |                             |                                             |                                                                                |                                               |                                          |                             |                                     |
| 28 Ville  | Ouverture / Fermeture 14 décembre 2003 / — | Longueur 8,1 km             | Durée 50 min                | Nb. d’arrêts À la demande + 14 arrêts fixes | Matériel BredaMenarinibus Zeus M200 E                                          | Jours de fonctionnement L, Ma, Me, J, V, S    | Jour / Soir / Nuit / Fêtes O / N / N / N | Voy. / an Indéterminé       | Exploitant Transdev Occitanie Ouest |
| 28 Ville  | Desserte : Toulouse - Stations desservies : Jean Jaurès • Jeanne d'Arc • Carmes - Ville et lieux desservis : Toulouse (Pont Neuf, Carmes, Marché des Carmes, Capitole, Canal de Brienne, Quai de Tounis) |                             |                             |                                             |                                                                                |                                               |                                          |                             |                                     |
| 28 Ville  | Autre : - Amplitudes horaires : La ligne circule du lundi au samedi de 9h15 à 19h. Le temps d'attente maximum est de 15 minutes. - Arrêts de bus pour PMR : 13 arrêts fixes ont été spécialement aménagés afin de permettre la montée et descente des personnes en fauteuil roulant. - Particularités : - La ligne circule uniquement dans le sens inverse des aiguilles d'une montre. - La ligne est gratuite. - Les arrêts se font à la demande par un simple signe de la main au conducteur sauf indication contraire portée sur le plan ou si les conditions de circulation ne le permettent pas. (En raison de perturbations dans le centre-ville, la navette peut être ponctuellement déviée). - Date de dernière mise à jour : 3 août 2023. |                             |                             |                                             |                                                                                |                                               |                                          |                             |                                     |
| 28 Ville  | Dernière actualisation : — |                             |                             |                                             |                                                                                |                                               |                                          |                             |                                     |
| NVBOY     | Navette Chantier Bonnefoy | Navette Chantier Bonnefoy   | Navette Chantier Bonnefoy   | Navette Chantier Bonnefoy                   | Navette Chantier Bonnefoy                                                      | Navette Chantier Bonnefoy                     | Navette Chantier Bonnefoy                | Navette Chantier Bonnefoy   | Navette Chantier Bonnefoy           |
| NVBOY     | Jeanne d'Arc ⥋ Haut de Bonnefoy |                             |                             |                                             |                                                                                |                                               |                                          |                             |                                     |
| NVBOY     | Ouverture / Fermeture 24 avril 2023 / 31 décembre 2025 | Longueur 2 km               | Durée 9 min                 | Nb. d’arrêts 7                              | Matériel Heuliez Bus GX 327                                                    | Jours de fonctionnement L, Ma, Me, J, V, S, D | Jour / Soir / Nuit / Fêtes O / N / N / — | Voy. / an Indéterminé       | Exploitant Transdev Occitanie Ouest |
| NVBOY     | Desserte : Toulouse - Station desservie : Jeanne d'Arc - Ville et lieux desservis : Toulouse (Belfort, Bayard, Matabiau, Gare Routière, Bonnefoy). |                             |                             |                                             |                                                                                |                                               |                                          |                             |                                     |
| NVBOY     | Autre : - Amplitudes horaires : La ligne circule du lundi au samedi de 7h à 19h et le dimanche de 07h20 à 13h45. - Arrêts non accessibles aux PMR : Dans les deux sens : Lapujade et Bouvier. - Particularités : - La ligne est gratuite. - La ligne fonctionne seulement dans le cadre de la déviation des lignes L9 et 39 en raison de la construction de la ligne C du métro de Toulouse, et en particulier celle de la station Bonnefoy. - La Navette Chantier Bonnefoy renforce la ligne 39 (et effectue la desserte des arrêts non desservis lors de la déviation de la ligne L9) en s'intercallant entre deux de ses départs. |                             |                             |                                             |                                                                                |                                               |                                          |                             |                                     |
| NVBOY     | Dernière actualisation : 23 juin 2025 |                             |                             |                                             |                                                                                |                                               |                                          |                             |                                     |
| 262 CIMTR | Navette Cimetières | Navette Cimetières          | Navette Cimetières          | Navette Cimetières                          | Navette Cimetières                                                             | Navette Cimetières                            | Navette Cimetières                       | Navette Cimetières          | Navette Cimetières                  |
| 262 CIMTR | Jolimont ⥋ Cimetière Cornebarrieu - Secteur A |                             |                             |                                             |                                                                                |                                               |                                          |                             |                                     |
| 262 CIMTR | Ouverture / Fermeture 29 octobre 2013 / — | Longueur 21,3 km            | Durée 37 min                | Nb. d’arrêts 18                             | Matériel Mercedes Benz Sprinter City 45 Heuliez Bus GX 127 Heuliez Bus GX 137  | Jours de fonctionnement Ma, V                 | Jour / Soir / Nuit / Fêtes O / N / N / O | Voy. / an 1 805 (2 022)     | Exploitant Alcis Groupe             |
| 262 CIMTR | Desserte : Toulouse, Colomiers, Cornebarrieu - Stations desservies : Jolimont • Marengo – SNCF/Gare Matabiau • Jean Jaurès Jeanne d'Arc • Canal du Midi - Villes et lieux desservis : Toulouse (Cimetière de Jolimont, Ponts-Jumeaux), Colomiers (Oratoire), Cornebarrieu (Cimetière) |                             |                             |                                             |                                                                                |                                               |                                          |                             |                                     |
| 262 CIMTR | Autre : - Amplitudes horaires : La ligne circule les mardis et vendredis, ainsi que les 1er Novembre. - Départ de Jolimont en direction de Accueil Cimetière : 9h50 et 13h50, - Départ de Accueil Cimetière en direction de Jolimont : 11h30 et 15h30, - Arrêts non accessibles aux PMR : - Dans les deux sens : Porte de Caillibens, Accueil Cimetière, Crématoruim, Secteur I, Secteur G, Secteur F, Secteur D et E, Secteur B et C et Secteur A. - Direction Jolimont : Oratoire. - Particularités : La Navette Cimetières effectue 2 arrêts dans les Cimetières de Terre-Cabade et Salonique (Porte du milieu et Porte de Caillibens) et 8 arrêts dans le Cimetière de Cornebarrieu (Accueil Cimetière, Crématoruim, Secteur I, Secteur G, Secteur F, Secteur D et E, Secteur B et C et Secteur A). - Date de dernière mise à jour : 27 septembre 2023. |                             |                             |                                             |                                                                                |                                               |                                          |                             |                                     |
| 262 CIMTR | Dernière actualisation : — |                             |                             |                                             |                                                                                |                                               |                                          |                             |                                     |
| Stadium   | Navette Stadium | Navette Stadium             | Navette Stadium             | Navette Stadium                             | Navette Stadium                                                                | Navette Stadium                               | Navette Stadium                          | Navette Stadium             | Navette Stadium                     |
| Stadium   | Oncopole Lise Enjalbert ⥋ Stadium Est accès Stadium de Toulouse |                             |                             |                                             |                                                                                |                                               |                                          |                             |                                     |
| Stadium   | Ouverture / Fermeture — / — | Longueur 5 km               | Durée 15-25 min             | Nb. d’arrêts 2                              | Matériel Mercedes Benz Citaro GC2 NGT                                          | Jours de fonctionnement Variable              | Jour / Soir / Nuit / Fêtes O / O / N / O | Voy. / an Indéterminé       | Dépôt Langlade                      |
| Stadium   | Desserte : Toulouse - Station desservie : Arènes - Ville et lieux desservis : Toulouse (Stadium de Toulouse) |                             |                             |                                             |                                                                                |                                               |                                          |                             |                                     |
| Stadium   | Autre : - Amplitudes horaires : La ligne circule uniquement en cas de match de Ligue 1 ou de Top14 au Stadium de Toulouse. Les premiers départs se font 2h avant le match, les derniers 5 min avant. Les retours se font jusqu'à une heure après le match. - Nouveauté - Changement Itinéraire : - À partir du 20 août 2023 la navette stadium change d'itinéraire et ne part plus des Arènes. A compter de cette date elle fera le trajet Oncopole - Lise Enjalbert - Stadium Est. - Arrêts non accessibles aux PMR : Tous les arrêts de cette ligne sont accessibles. - Particularités : La ligne est gratuite. - Date de dernière mise à jour : 23 août 2023. |                             |                             |                                             |                                                                                |                                               |                                          |                             |                                     |
| Stadium   | Dernière actualisation : — |                             |                             |                                             |                                                                                |                                               |                                          |                             |                                     |
| E. Wallon | Navette Stade Ernest Wallon | Navette Stade Ernest Wallon | Navette Stade Ernest Wallon | Navette Stade Ernest Wallon                 | Navette Stade Ernest Wallon                                                    | Navette Stade Ernest Wallon                   | Navette Stade Ernest Wallon              | Navette Stade Ernest Wallon | Navette Stade Ernest Wallon         |
| E. Wallon | Barrière-de-Paris ⥋ Rue Ferdinand Lassalle accès Stade Ernest-Wallon |                             |                             |                                             |                                                                                |                                               |                                          |                             |                                     |
| E. Wallon | Ouverture / Fermeture — / — | Longueur 1,8 km             | Durée 5-10 min              | Nb. d’arrêts 2                              | Matériel Irisbus Citelis 18                                                    | Jours de fonctionnement Variable              | Jour / Soir / Nuit / Fêtes O / O / N / O | Voy. / an Indéterminé       | Dépôt Atlanta                       |
| E. Wallon | Desserte : Toulouse - Station desservie : Barrière de Paris - Ville et lieux desservis : Toulouse (Stade Ernest-Wallon à distance) |                             |                             |                                             |                                                                                |                                               |                                          |                             |                                     |
| E. Wallon | Autre : - Amplitudes horaires : La ligne circule uniquement en cas de match du Top14 au Stade Ernest-Wallon. Les premiers départs se font 2h avant le match, les derniers 5 min avant. Les retours se font jusqu'à une heure après le match. - Arrêts non accessibles aux PMR : Tous les arrêts de cette ligne sont accessibles. - Particularités : - Le terminus Rue Ferdinand Lassalle n'est pas situé à côté du Stade Ernest-Wallon. Les voyageurs doivent emprunter un itinéraire piéton pour le rejoindre, en traversant le Canal Latéral par une passerelle flottante, en une dizaine de minutes. - La ligne est gratuite. - Date de dernière mise à jour : 10 juillet 2021. |                             |                             |                                             |                                                                                |                                               |                                          |                             |                                     |
| E. Wallon | Dernière actualisation : — |                             |                             |                                             |                                                                                |                                               |                                          |                             |                                     |
| NVACC     | Navette Access | Navette Access              | Navette Access              | Navette Access                              | Navette Access                                                                 | Navette Access                                | Navette Access                           | Navette Access              | Navette Access                      |
| NVACC     | Marengo – SNCF ⥋ Gare Matabiau |                             |                             |                                             |                                                                                |                                               |                                          |                             |                                     |
| NVACC     | Ouverture / Fermeture 2 juin 2025 / 1er juin 2026 | Longueur ? km               | Durée 5-10 min              | Nb. d’arrêts 2                              | Matériel Mercedes Benz Sprinter City 65 Mercedes Benz Sprinter City 77         | Jours de fonctionnement L, Ma, Me, J, V, S, D | Jour / Soir / Nuit / Fêtes O / O / N / O | Voy. / an Indéterminé       | Exploitant Transdev Occitanie Ouest |
| NVACC     | Desserte : Toulouse - Stations et gare desservies : Marengo – SNCF/Gare Matabiau |                             |                             |                                             |                                                                                |                                               |                                          |                             |                                     |
| NVACC     | Autre : |                             |                             |                                             |                                                                                |                                               |                                          |                             |                                     |
| NVACC     | Dernière actualisation : 2 juillet 2025 |                             |                             |                                             |                                                                                |                                               |                                          |                             |                                     |

### Passé

#### Lignes supprimées depuis 2016
| Ligne     | Date de mise en service | Date de suppression | Trajet                                                               | Exploitant     |
| --------- | ----------------------- | ------------------- | -------------------------------------------------------------------- | -------------- |
| L7        | 4 septembre 2017        | 28 août 2022        | Cours Dillon ↔ Saint Orens Centre Commercial                         | Tisséo         |
| 10        |                         | 3 septembre 2017    | Cours Dillon ↔ Malepère                                              | Tisséo         |
| 11        |                         | 30 novembre 2019    | Empalot ↔ Basso Cambo                                                | Tisséo         |
| 12        |                         | 2 septembre 2019    | Cours Dillon ↔ Basso Cambo                                           | Tisséo         |
| 14        |                         | 2 septembre 2024    | Basso Cambo ↔ Marengo SNCF                                           | Tisséo         |
| 16        |                         | 28 août 2016        | Sept Deniers ↔ Gymnase de l'Hers                                     | Tisséo         |
| 17        |                         | 7 juillet 2023      | Andromède Lycée ↔ Mondonville Parc de la Tuilerie                    | Verbus         |
| 22        |                         | 3 septembre 2017    | Marengo SNCF ↔ Gonin                                                 | Tisséo         |
| 25        |                         | 2016                | Aéroport ↔ Blagnac Emile Zola                                        | Tisséo         |
| 31        |                         | 27 août 2022        | Compans Caffarelli ↔ Grand Rond                                      | Tisséo         |
| 35        |                         | 20 juillet 2019     | Balma Gramont ↔ Drémil Stade                                         | Alcis          |
| 38        |                         | 2 septembre 2018    | Empalot ↔ Amouroux                                                   | Tisséo         |
| 44        |                         | 2016                | Borderouge ↔ Jeanne-d'Arc                                            | Tisséo         |
| 47        |                         | 1er janvier 2023    | Basso Cambo ↔ Portet Gare SNCF                                       | Tisséo         |
| 52        |                         | 1er décembre 2019   | Empalot ↔ Portet Gare SNCF ou Pinsaguel Tilleuls ou Roquettes Église | Tisséo         |
| 57        | avant 1988              | 1er janvier 2023    | Basso Cambo ↔ Frouzins Jean Pierre Sabatier                          | Tisséo         |
| 61        |                         | 28 août 2022        | Trois Cocus ↔ Fonbeauzard Mairie ou Saint Loup ou Montberon          | Tisséo         |
| 62        |                         | 3 septembre 2017    | Ramonville ↔ Castanet Tolosan                                        | Tisséo         |
| 64        |                         | 28 août 2016        | Arènes ↔ Colomiers Lycée International                               | Tisséo         |
| 65        |                         | 6 janvier 2018      | Arènes ↔ Plaisance Monestié [par Résidence d'Oc] ou [par D632]       | Tisséo         |
| 68        |                         |                     | Ramonville (métro) ↔ La Terasse                                      | Tisséo         |
| 74        |                         | 2 septembre 2018    | Balma Gramont ↔ Rouffiac Tolosan                                     | Tisséo         |
| 75        |                         | 2 septembre 2018    | Argoulets ↔ Castelmaurou Mairie                                      | Tisséo         |
| 77        |                         | 20 juillet 2019     | Balma Gramont ↔ Fonsegrives Collège                                  | Tisséo         |
| 88        |                         |                     | Université Paul Sabatier ↔ Hôpital Larrey                            | Tisséo         |
| 105       |                         | 27 août 2022        | La Vache ↔ Saint-Jory Fabas                                          | Ulysse - Alcis |
| 106       |                         | 20 juillet 2019     | Balma Gramont ↔ communes de l'Est de l'agglomération                 | Alcis          |
| Noctambus | 26 avril 2012           | Été 2021            | Marengo SNCF > Ramonville (métro) (sens unique)                      | Tisséo         |
| 118       |                         | 3 septembre 2023    | Colomiers - Gare SNCF ↔ communes du Nord-Ouest de l'agglomération    | Alcis          |
| 120       |                         | 3 septembre 2023    | Aéroconstellation ↔ communes du Nord-Ouest de l'agglomération        | Alcis          |

## Mobibus

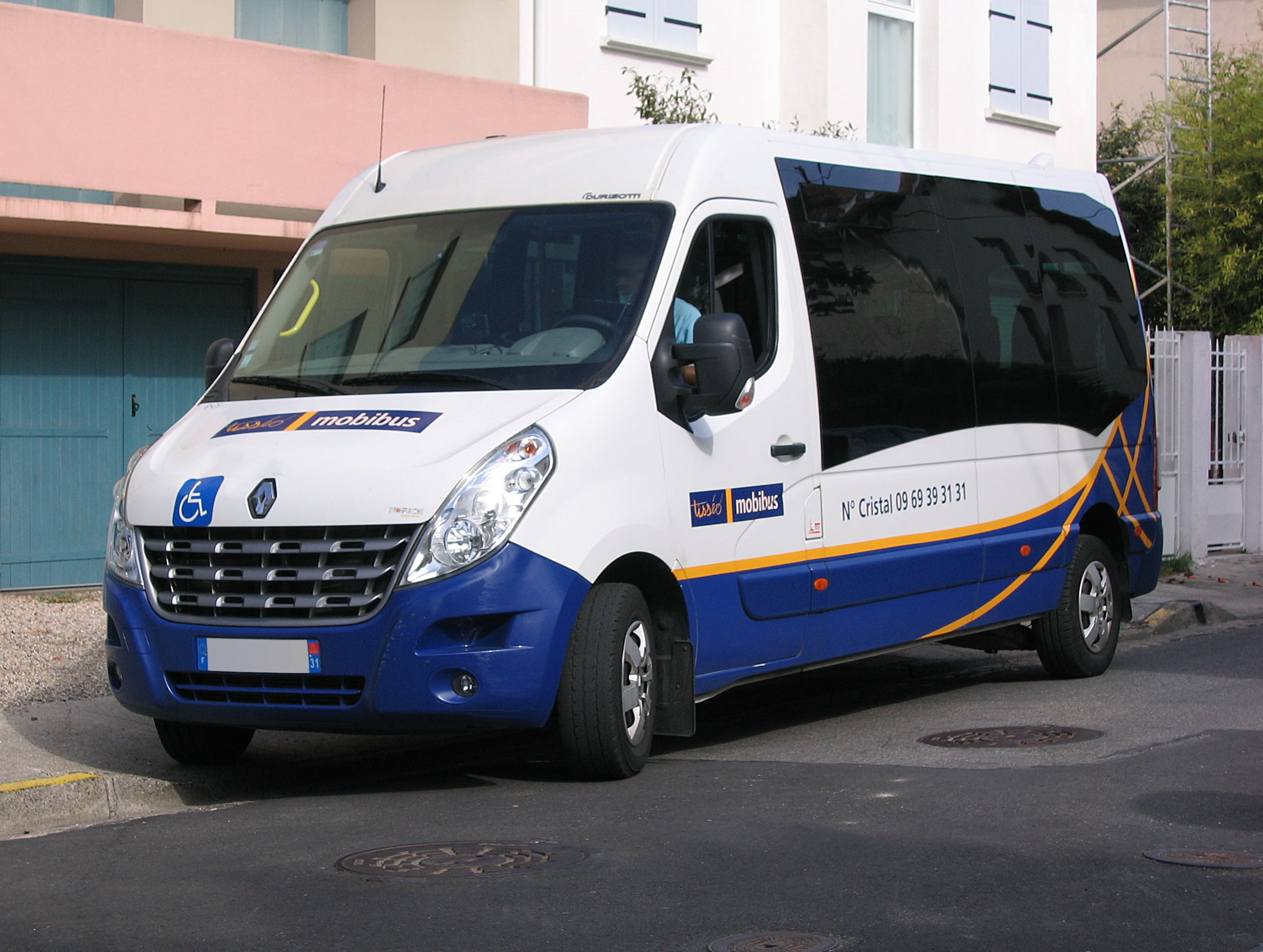
Un des minibus aménagés Renault Master Gruau TPMR du service Mobibus

Ce service est destiné aux personnes handicapées et aux seniors bénéficiant de l'allocation personnalisée d’autonomie (APA).
Il est disponible sur l'ensemble du ressort territorial du SMTC de l'agglomération toulousaine, soit cent-une communes. Il est assuré à l'aide de minibus aménagés de type Renault Master Gruau TPMR et Volkswagen Caddy Maxi TPMR.
Le réseau fonctionne toute la semaine, le week-end, et les jours fériés. En 2020, 121 022 voyages ont été effectués en Mobibus.
Ce service est exploité par TPMR TOULOUSE (groupe Transdev), dans le cadre d'une délégation de service public de Tisséo SMTC qui a débuté en juillet 2013.
Trois modes d'utilisation de Mobibus :
- Adresse à Adresse : transport avec prise en charge et dépose en voirie ;
- Porte à porte : transport associé à un accompagnement depuis le point de départ, jusqu'à la destination ;
- "Le Lien" : transfert depuis le lieu de prise en charge jusqu'à un arrêt de transport en commun accessible (parmi dix arrêts éligibles au Lien). "Le Lien" ne génère aucun surcoût au prix du billet de transport en commun qui sera utilisé dans le réseau de transport en commun de correspondance.

La tarification est particulière, avec un trajet à 3 € (en heures pleines, dans la limite de quatre trajets par mois), à 2,70 € (à partir de six trajets par mois) ou à 2,20 € (en heures creuses, de 10 h à 15 h du lundi au vendredi) et un abonnement « Travail » à 88 € (deux trajets par jour ouvrable entre le domicile et le lieu de travail). L'accès est gratuit pour l'accompagnateur du client

## Incivilités
Chaque année le réseau de bus toulousain subit un millier d'incivilités de type vitre cassée sur ses abribus. La facture de l’entretien et de la réparation des arrêts de bus est payée soit par les mairies, soit par la société JCDecaux en régime de délégation de service public.